# Харт, Джессика
Джессика Харт (англ. Jessica Hart; родилась 26 марта 1986, Сидней) — австралийская топ-модель.
В модельном бизнесе с пятнадцати лет, была замечена модельным агентом в одном из торговых центров и приглашена на кастинг. В 2000 году выиграла конкурс моделей австралийского модного журнала Dolly Magazine. В скором времени переехала в Нью-Йорк. Первыми показами на международном подиуме была работа для торговых марок Guess, Triumph и Esprit. В 2009 году подписала контракт с Victoria’s Secret.
В разное время принимала участие в показах: Antonio Berardi, Charlie Le Mindu, Christopher Kane, David Koma, Emilio de la Moreno, Giles Deacon, Gottex, Jonathan Saunders, Julien Macdonald, Louise Amstrup, Louise Gray, Matthew Williamson, Osman, PPQ, Sass & Bide, Agent Provocateur, Camilla Staerk, FrostFrench, Jenny Packham, John Rocha, Louis Vuitton, Dolce & Gabbana, Max Mara, Marc Jacobs и другие.
В 2012 и 2013 годах была приглашена на итоговые показы компании «Victoria’s Secret».
17 ноября 2020 года у Харт и её жениха Джеймса Киркхэма родилась дочь Бэйби-Рэй Киркхэм. 2 февраля 2022 года у пары родился сын.